# Ióannész Malalasz
Ióannész Malalasz vagy Melalasz (Ἰωάννης Μαλάλας, Joánisz Malálasz, latinul: Ioannes Malalas, 491 körül – 578) középkori bizánci krónikaíró. Elgörögösödött szír történetíró, egyházi szónok. Szír és görög nyelven egyaránt hagyott hátra írásokat.

## Élete és működése
Életrajz nem maradt fenn róla, emiatt életútjára nézve csak találgathatunk. Legjelentősebb fennmaradt műve, az 565-ig vagy 573-ig terjedő Világkrónika (Khronographia) csupán egyetlen, megcsonkított kéziratban maradt ránk. Elsősorban Iustinianus császárra, annak perzsa háborúira, illetve a monofizita eretnekségre vonatkozóan tartalmaz értékes adatokat. Jelentősége – történeti adatain túl – abban áll, hogy művének nyelvezete nem a bizánci történetírók archaizáló stílusát, a Kr. e. V. század attikai görögét követi, hanem korának köznyelvi görögjét, a koinét. Ennek ellenére Malalasz volt a későbbi bizánci krónikások egyik mintaképe, és hatása meglátszik a szláv krónikairodalomban is.

## Részlet művéből
Iustinianus bezáratja az athéni egyetemet:
Ugyanezen Dekiosz consulsága idején Jusztiniánusz császár egy Athénba küldött rendeletben megtiltotta, hogy bárki bölcseletet oktathasson, vagy a jogtudományt magyarázza; s minden városban betiltotta a kockajátékot. Miután akadt Bizáncban néhány kockajátékos, akik még ocsmányul káromkodtak is, levágták a kezüket, és tevéken körülhordozták őket

## Művei magyarul
- részletek INː (szerk.) Simon Róbert – Székely Magda – Dimitriosz Hadziszː A bizánci irodalom kistükre, Európa Könyvkiadó, Budapest, 1974, ISBN 963-07-0345-9, 77–87 p